# Nazionale maschile di calcio del Benin
La nazionale di calcio del Benin è la rappresentativa calcistica nazionale del Benin, iscritta alla FIFA e alla CAF e controllata dalla Fédération Béninoise de Football. Fino al 1975 era conosciuta come nazionale di calcio del Dahomey, prima che il paese cambiasse nome in Benin. I suoi giocatori sono soprannominati Les Écureuils, gli scoiattoli.
Non ha mai partecipato a un mondiale e ha fatto la sua prima apparizione in Coppa d'Africa nel 2004.
Nella graduatoria FIFA in vigore da agosto 1993 il miglior posizionamento raggiunto è stato il 59º posto nel novembre 2009, mentre il peggiore è stato il 165º posto di luglio 1996; occupa l'83º posto della graduatoria.

## Storia
La rappresentativa del Benin, all'epoca denominato Dahomey, esordì in casa l'8 novembre 1959 contro la Nigeria, da cui fu sconfitta per 1-0. L'indipendenza dalla Francia data al 1º agosto 1960. La federcalcio locale si affiliò alla FIFA nel 1962 e alla CAF nel 1969.
La nazionale beninese ottenne il primo risultato di rilievo quando si qualificò per la fase finale della Coppa d'Africa 2004. Furono eliminati dopo tre sconfitte, contro Sudafrica, Marocco e Nigeria. Moussa Latoundji segnò contro i nigeriani il primo gol beninese in una fase finale della Coppa d'Africa. Assente dalla Coppa d'Africa 2006, il Benin si qualificò per la seconda volta alla fase finale del torneo in occasione dell'edizione del 2008. Anche in questo caso fu eliminato al primo turno, dopo aver perso contro Mali, Costa d'Avorio e ancora Nigeria. La squadra segnò un solo gol nella fase finale, ad opera di Razak Omotoyossi contro gli ivoriani (1-4).
Nel 2010 sorse una crisi in seno alla federcalcio nazionale, dovuta alla gestione dei fondi di sponsorizzazione derivanti da una compagnia telefonica, erogati dal 2008 al 2010. La crisi culminò nel controverso arresto del presidente federale Anjorin Moucharaf. Il campionato locale fu sospeso per un anno e la nazionale visse un periodo di difficoltà. I dirigenti federali si divisero in due fazioni, una delle quali elesse presidente Victorien Attolou, accusando Moucharaf di gestione dittatoriale e ricevendo l'appoggio del ministro dello sport beninese. D'altro canto la FIFA e la CAF sostennero Moucharaf, che si dichiarò vittima di un colpo di mano.
Nelle eliminatorie del campionato del mondo 2010 il Benin terminò in testa il proprio girone di secondo turno: malgrado la sconfitta nel primo match contro l'Angola i beninesi vinsero le successive quattro partite e si assicurarono all'ultima giornata la qualificazione al terzo turno, dove chiuse secondo, a tre punti dal Ghana. Il piazzamento escluse il Benin dalla fase finale del mondiale di Sudafrica 2010, ma consentì alla nazionale di qualificarsi per la fase finale della Coppa d'Africa 2010.
Nel gennaio 2010, alla sua terza partecipazione alla fase finale di Coppa d'Africa, il Benin pareggiò contro il Mozambico, ma perse contro Nigeria ed Egitto, uscendo al primo turno come terzo nel suo girone.
Nel dicembre 2011 la Corte d'appello del Benin dichiarò la non colpevolezza di Anjorin Moucharaf, che tornò dunque in libertà e in sella come presidente federale, per poi terminare il proprio mandato nell'agosto 2013. Dopo due anni di battaglia giudiziaria la crisi del calcio beninese ebbe dunque il suo epilogo.
La nuova dirigenza della federcalcio beninese entrò in carica il 2 ottobre 2013.
Al secondo turno delle qualificazioni CAF al campionato del mondo 2014 il Benin fu inserito nel girone con Algeria, Mali e Ruanda e concluse il girone al terzo posto, mancando la qualificazione al terzo turno. Peggio andarono le eliminatorie del campionato del mondo 2018, chiusesi per il Benin già al secondo turno preliminare contro il Burkina Faso.
Il Benin tornò a qualificarsi alla Coppa d'Africa per l'edizione egiziana del 2019, dove ottenne tre pareggi contro Ghana (2-2), Guinea-Bissau (0-0) e Camerun (0-0), sufficienti per superare il primo turno come terza nella graduatoria delle terze classificate nei gironi. A sorpresa, superò agli ottavi il favorito Marocco battendolo per 4-1 ai tiri di rigore dopo l'1-1 dei 90 minuti di gioco, poi fu eliminato ai quarti di finale dal Senegal (1-0). Nelle qualificazioni al Campionato Mondiale di calcio 2022 per un solo punto non arriva al terzo turno. Pesa il fatto di aver fatto un solo punto in due partite contro la diretta rivale della Nazionale di calcio della Repubblica Democratica del Congo, che si qualifica al posto del Benin.

## Divise
| 2010-2012                                                                           | 2010-2012                                                                           | 2010-2012 | 2010-2012 |
| ----------------------------------------------------------------------------------- | ----------------------------------------------------------------------------------- | --------- | --------- |
| Casa                                                                                | Trasferta                                                                           |           |           |
| Manica sinistra · Maglietta · Maglietta · Manica destra · Pantaloncini · Calzettoni | Manica sinistra · Maglietta · Maglietta · Manica destra · Pantaloncini · Calzettoni |           |           |
| Nessun fornitore                                                                    |                                                                                     |           |           |

| 2013 | 2013 | 2013 | 2013 |
| --- | --- | ---- | ---- |
| Casa | Trasferta |      |      |
| Manica sinistra · Manica sinistra · Maglietta · Maglietta · Manica destra · Manica destra · Pantaloncini · Calzettoni · Calzettoni | Manica sinistra · Manica sinistra · Maglietta · Maglietta · Manica destra · Manica destra · Pantaloncini · Calzettoni · Calzettoni |      |      |
| Adidas | |      |      |

| Coppa d'Africa 2019 | Coppa d'Africa 2019 | Coppa d'Africa 2019 | Coppa d'Africa 2019 |
| --- | --- | ------------------- | ------------------- |
| Casa | Trasferta |                     |                     |
| Manica sinistra · Manica sinistra · Maglietta · Maglietta · Manica destra · Manica destra · Pantaloncini · Pantaloncini · Calzettoni · Calzettoni | Manica sinistra · Manica sinistra · Maglietta · Maglietta · Manica destra · Manica destra · Pantaloncini · Pantaloncini · Calzettoni · Calzettoni |                     |                     |
| Umbro | |                     |                     |

## Commissari tecnici
- Serge Devèze
- Wabi Gomez
- Peter Schnittger (1992)
- Moise Ekoue  (1993)
- Cecil Jones Attuquayefio (2003-2004)
- Hervé Revelli (2004)
- Edmé Codjo (2005-2007)
- Didier Notheaux (2007)
- Reinhard Fabisch (2007-2008)
- Michel Dussuyer (2008-2010)
- Jean-Marc Nobilo  (2010)
- Denis Goavec  (2010-2011)
- Edmé Codjo (2011-2012)
- Manuel Amoros (2012-2014)
- Didier Ollé-Nicolle (2014)
- Oumar Tchomogo (2015-2017)
- Michel Dussuyer (2018-oggi)

## Partecipazioni ai tornei internazionali

### Mondiali
- Dal 1930 al 1970 - Non partecipante
- 1974 - Non qualificata
- Dal 1978 al 1982 - Non partecipante
- 1986 - Non qualificata
- 1990 - Non partecipante
- 1994 - Non qualificata
- 1998 - Non partecipante
- Dal 2002 al 2022 - Non qualificata

### Coppa d'Africa
- Dal 1957 al 1970 - Non partecipante
- 1972 - Non qualificata
- Dal 1974 al 1976 - Ritirata
- 1978 - Non partecipante
- 1980 - Non qualificata
- 1982 - Non partecipante
- Dal 1984 al 1986 - Non qualificata
- Dal 1988 al 1990 - Non partecipante
- Dal 1992 al 1994 - Non qualificata
- 1996 - Ritirata
- Dal 1998 al 2002 - Non qualificata
- 2004 - Primo turno
- 2006 - Non qualificata
- 2008 - Primo turno
- 2010 - Primo turno
- Dal 2012 al 2017 - Non qualificata
- 2019 - Quarti di finale
- 2021 - Non qualificata

## Rosa attuale
Lista dei giocatori convocati per le sfide di qualificazione al campionato mondiale 2026 del 20 e 25 marzo 2025.

Statistiche aggiornate al termine della seconda gara.
|  | P | Saturnin Allagbé      | 22 novembre 1993  | 46 | 0  | Botev Vraca       |  |  |
|  | P | Marcel Dandjinou      | 22 giugno 1998    | 14 | 0  | JDR Stars         |  |  |
|  | P | Serge Obassa          | 30 giugno 1986    | 0  | 0  | Remo Stars        |  |  |
|  |   |                       |                   |    |    |                   |  |  |
|  | D | David Kiki            | 25 novembre 1993  | 54 | 0  | FCSB              |  |  |
|  | D | Abdoul Rachid Moumini | 27 ottobre 2004   | 19 | 1  | Ayema             |  |  |
|  | D | Yohan Roche           | 7 luglio 1997     | 18 | 1  | Petrolul Ploiești |  |  |
|  | D | Mohamed Tijani        | 10 luglio 1997    | 17 | 1  | Yverdon           |  |  |
|  | D | Rodrigue Fassinou     | 22 maggio 1999    | 17 | 0  | Loto-Popo         |  |  |
|  | D | Moïse Adilehou        | 1º novembre 1995  | 15 | 1  | Laval             |  |  |
|  | D | Rabiou Sankamao       | 12 ottobre 2003   | 6  | 0  | Wydad Casablanca  |  |  |
|  | D | Tamimou Ouorou        | 3 maggio 2003     | 5  | 0  | Hatta Club        |  |  |
|  | D | Brandon Agounon       | 19 ottobre 1994   | 1  | 0  | Châteauroux       |  |  |
|  |   |                       |                   |    |    |                   |  |  |
|  | C | Sessi D'Almeida       | 20 novembre 1995  | 42 | 1  | Apollōn Limassol  |  |  |
|  | C | Mattéo Ahlinvi        | 2 luglio 1999     | 24 | 0  | Arsenal Tula      |  |  |
|  | C | Hassane Imourane      | 8 aprile 2003     | 19 | 1  | Grasshoppers      |  |  |
|  | C | Dodo Dokou            | 4 maggio 2004     | 18 | 2  | Smouha            |  |  |
|  | C | Gislain Ahoudo        | 2 luglio 1999     | 4  | 0  | Gabès             |  |  |
|  | C | Mariano Ahouangbo     | 16 novembre 2002  | 3  | 0  | Avenir Soliman    |  |  |
|  | C | Attidjikou Samadou    | 2 febbraio 2004   | 1  | 0  | Al-Masry          |  |  |
|  |   |                       |                   |    |    |                   |  |  |
|  | A | Jodel Dossou          | 17 marzo 1992     | 69 | 10 | Victoria Rosport  |  |  |
|  | A | Steve Mounié          | 29 settembre 1994 | 62 | 20 | Augusta           |  |  |
|  | A | Junior Olaitan        | 9 maggio 2002     | 32 | 4  | Grenoble          |  |  |
|  | A | Andréas Hountondji    | 11 luglio 2002    | 15 | 2  | Standard Liegi    |  |  |
|  | A | Steve Traoré          | 18 febbraio 1998  | 6  | 0  | Haka              |  |  |
|  | A | Candas Fiogbé         | 18 gennaio 2005   | 1  | 0  | Atalanta          |  |  |

## Tutte le rose

### Coppa d'Africa
Coppa d'Africa 20041 Chitou, 2 Latoundji, 3 Dinalo, 4 Suka, 5 Chrysostome, 6 Okétola, 7 Boco, 8 Toklomety, 9 D'Jaffo, 10 O. Tchomogo, 11 Ogunbiyi, 12 Singbo, 13 Agnidé, 14 Gaspoz, 15 Adjamossi, 16 Agueh, 17 Rémy, 18 S. Tchomogo, 19 Ahouéya, 20 Oladipupo, 21 Akpakoun, 22 Kabirou, CT: Jones Attuquayefio
Coppa d'Africa 20081 Chitou, 2 Koukou, 3 Adenon, 4 Traoré, 5 Chrysostome, 6 Okétola, 7 Boco, 8 Omotoyossi, 9 Maïga, 10 O. Tchomogo, 11 Olou, 12 Rouga, 13 Séka, 14 Gaspoz, 15 Adjamossi, 16 Djidonou, 17 Sessègnon, 18 S. Tchomogo, 19 Ahouéya, 20 Oladipupo, 21 Soglo, 22 Amoussou, 23 Ouzerou, CT: Fabisch
Coppa d'Africa 20101 Djidonou, 2 Salomon, 3 Adénon, 4 Koukou, 5 Chrysostome, 6 Johnson, 7 Boco, 8 Omotoyossi, 9 Aoudou, 10 Kobéna, 11 Ogunbiyi, 12 Singbo, 13 Angan, 14 Poté, 15 Adanhoume, 16 Chitou, 17 Sessègnon, 18 Tchomogo, 19 Ahouéya, 20 Séka, 21 Adou, 22 Amoussou, 23 Imorou, CT: Dussuyer
Coppa d'Africa 20191 Farnolle, 2 Barazé, 3 Adénon, 4 Anaane, 5 Salomon, 6 Verdon, 7 Djigla, 8 Adéoti, 9 Mounié, 10 Poté, 11 Imorou, 12 Kiki, 13 Adilehou, 14 Soukou, 15 D'Almeida, 16 Allagbé, 17 Sessègnon, 18 Séïbou, 19 Azankpo, 20 Dossou, 21 Kossi, 22 Fassinou, 23 Kakpo, CT: Dussuyer

## Record individuali
Dati aggiornati al 25 marzo 2025.
- In grassetto i giocatori ancora in attività in nazionale.

### Presenze in nazionale[4]
| Pos. | Giocatore          | Presenze | Reti | Periodo   |
| ---- | ------------------ | -------- | ---- | --------- |
| 1    | Stéphane Sessègnon | 89       | 24   | 2004-2023 |
| 2    | Khaled Adénon      | 85       | 2    | 2006-2023 |
| 3    | Mickaël Poté       | 69       | 10   | 2008-2022 |
| 3    | Jodel Dossou       | 69       | 10   | 2013-     |
| 5    | Steve Mounié       | 62       | 20   | 2015-     |
| 6    | Damien Chrysostome | 55       | 1    | 2002-2011 |
| 7    | Jocelyn Ahouéya    | 55       | 3    | 2003-2012 |
| 8    | Razak Omotoyossi   | 54       | 21   | 2004-2016 |
| 8    | David Kiki         | 54       | 0    | 2015-     |
| 10   | Romuald Boco       | 51       | 1    | 2004-2013 |

### Reti in nazionale[5]
| Pos. | Giocatore          | Reti | Pres. | Periodo   |
| ---- | ------------------ | ---- | ----- | --------- |
| 1    | Stéphane Sessègnon | 24   | 89    | 2004-2023 |
| 2    | Razak Omotoyossi   | 21   | 54    | 2004-2016 |
| 3    | Steve Mounié       | 20   | 62    | 2015-     |
| 4    | Oumar Tchomogo     | 15   | 34    | 1995-2008 |
| 5    | Mickaël Poté       | 10   | 69    | 2008-2022 |
| 6    | Jodel Dossou       | 10   | 69    | 2013-     |
| 7    | Séïdath Tchomogo   | 6    | 49    | 2003-2013 |
| 7    | Mouritala Ogunbiyi | 6    | 47    | 1998-2019 |
| 7    | Moussa Latoundji   | 6    | 19    | 1993-2004 |